# Rocker (finansbolag)
Rocker är ett svenskt finansbolag, grundat i oktober 2016. I mars 2017 lanserades internettjänsten bynk.se med utlåningsverksamhet utan säkerhet via internet. Företaget idé var att erbjuda sina lån via en app där konsumenten enkelt kunde lösa lånen direkt samt välja betalningsfri månad. Fram till år 2020 hette bolaget Bynk AB.
Företagets grundare är Dennis Ahlsén, Jonas Hultin och Mathias Johansson, Dennis har tidigare bland annat startat Lendo. Vid lanseringen återfanns Schibsted och investmentbolaget LMK Industri bland de största ägarna.
Våren 2019 införde förmedlingstjänsten Blocket även bolagets betaltjänster Rocker Pay som sitt betalsystem vid köp.
Under 2019 satsade företaget i samverkan med reklambyrån Good Enough Media på en omfattande rikstäckande reklamkampanj med budskap som "Hela Sverige Bynkar". Detta ledde till en stor mängd konsumentanmälningar för vilseledande reklam och i november 2019 valde Konsumentombudsmannen att lämna in en stämningsansökan rörande brott mot kravet på måttfull reklam. Även Reklamombudsmannen valde i september samma år att bestyrka inkomna anmälningar.
I början av 2020 bytte företaget namn till Rocker, med Bynk kvarvarande som varumärke för konsumentlån under 2020. I januari 2020 angav företaget att nettoomsättningen nu översteg 100 miljoner kronor.
I mars 2024 meddelade Nordiska Kreditmarknadsaktiebolaget att man förvärvade Rocker från de tidigare ägarna Schibsted och LMK Industri.